# Поточен рак
Поточният рак (Austropotamobius torrentium Schrank, 1803), наричан още каменен рак, е европейски вид, сладководен прав рак от семейството Astacidae. Видът заема важно място в хранителната мрежа в горното течение на нашите реки. Видът е всеяден. Храни се с дребни безгръбначни, растителност, органични остатъци. По този начин подпомага процеса на оползотворяването на попадналата във водната среда органика и самопречистването на реката. Опазвайки популациите на поточния рак и неговите местообитания, се грижим за съхраняването на екосистемите, осигуряващи голяма част от питейните води, необходими за нашето ежедневие.

## Описание
Поточният рак е най-малкият вид сладководни раци от семейство Astacidae. Достига дължина от около 10 cm (по-рядко 12 cm), с гладък карапакс и триъгълен рострум. Окраската варира от кафява до маслиненозелена отгоре и кремаво-бяла отдолу. Мъжките екземпляри са по-едри и имат по-големи щипки, отколкото женските. Женските, от своя страна, имат значително по-широка част на абдомена, което е свързано с отглеждане на поколението. Както и при другите раци, първите две двойки плеоподални крачета при мъжките са специализирани за полагане на сперматофора, докато при женските те са закърнели. При тях са развити останалите плеоподи и се използват за закрепване на яйцата.

## Разпространение
Поточният рак обитава потоци, ручеи и горните течения на реките и язовири в планинските райони. Изисква наличие на укрития – предимно камъни в местообитанията му, от където произхожда и името му. Среща главно в Южна България. Освен в България, той е разпространен в Северна Македония, Сърбия, Унгария, Румъния, Босна и Херцеговина, Хърватско, Словения, Австрия, Словакия, Швейцария, Южна Германия, Русия и европейската част на Турция

## Размножаване
Поточният рак се размножава от септември до юни. Женската носи до 190 оплодени яйца, прикрепени към коремните крачка. Ювенилните линеят 4-5 пъти годишно, по-късно в развитието си – по 2 пъти. Достига полова зрялост след третата до петата година. Мъжките могат да се размножават всяка година, а женските – година след изхвърлянето на яйцата.